# Paquita (ballet)
Pour les articles homonymes, voir Paquita.
Paquita est un ballet pantomime en 2 actes et 3 tableaux de Joseph Mazilier et Paul Foucher, sur une musique d'Édouard Deldevez, créé à l'Opéra de Paris le 1er avril 1846, avec Carlotta Grisi et Lucien Petipa dans les rôles principaux. L'intrigue prend place dans l'Espagne pittoresque du XIXe siècle.
Le sujet, espagnol, rend gloire aux campagnes militaires du Premier Empire et fait écho aux sensibilités de l'époque, alors marquées par les voyages des peintres et des écrivains français en Espagne. Rompant avec les thèmes oniriques du ballet blanc, Paquita connaîtra un succès considérable grâce au brio de ses interprètes et aux nombreuses danses espagnoles qui composent le ballet.

## Versions successives

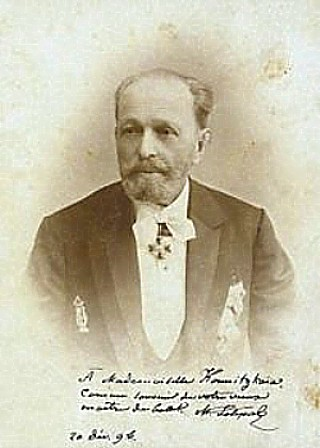
Marius Petipa vers 1890

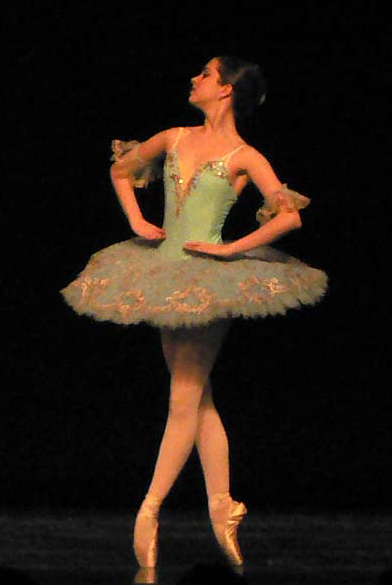
Variation de Paquita en 2006 à Denver

La version originale de Joseph Mazilier aurait ébloui l'homme de lettres et critique Théophile Gautier.
En 1847, Marius Petipa en crée une nouvelle version à Saint-Pétersbourg au Théâtre Bolchoï Kamenny et la reprend à Moscou l'année suivante. Devenu maître de ballet à Saint-Pétersbourg, il remanie le « pas de trois » du 1er acte, commande des rajouts (dont le « grand pas ») à Léon Minkus et en donne ainsi une autre version à Saint-Pétersbourg en 1881. Seul le « grand pas » de cette dernière version est encore dansé aujourd'hui. La première représentation est donnée le 8 janvier 1882 (27 décembre 1881 selon le calendrier russe) au Théâtre Mariinski, avec Ekaterina Vazem, jeune créatrice de La Bayadère, et Pavel Gerdt, célèbre interprète du répertoire romantique.
Cette version de Paquita sera dansée sans interruption en Russie jusqu’à la révolution bolchevique.
La version du grand pas d’Oleg Vinogradov, réalisée en 1978 pour le Ballet du Kirov, sera dansée à l'Opéra de Paris entre 1980 et 2001. 
En 2001, une version recréée par Pierre Lacotte a été montée et enregistrée à l'Opéra de Paris. Elle intègre à la fois la version originale et le grand pas de Marius Petipa.
Cette version a de nouveau été dansée à l'automne 2010 à l'Opéra de Paris.
 Alexeï Ratmansky  a créé une nouvelle version a  Munich  qui suit les notations Stepanov.

## Personnages
| Personnages          | Rôles   | Première, 1er avril 1846 |
| -------------------- | ------- | ------------------------ |
| Paquita              |         | Carlotta Grisi           |
| Lucien d'Hervilly    |         | Lucien Petipa            |
| Iñigo                |         |                          |
| Don Lopez de Mendoza |         |                          |
| Doña Serafina        |         | Zélie Pierson            |
| Le Comte d'Hervilly  | Général |                          |
| La Comtesse          |         |                          |

## Argument
Pendant l’occupation de l’Espagne par les armées napoléoniennes, la jeune gitane Paquita sauve la vie du jeune officier français Lucien d'Hervilly, cible d'un complot monté par le gouverneur espagnol. Les comploteurs sont arrêtés. Paquita découvre lors d’un bal, grâce à un médaillon, qu’enfant, elle fut enlevée par des gitans à une famille noble. En réalité cousine de Lucien, elle va pouvoir l’épouser. Le ballet se conclut donc par le mariage.

## Galerie d'images historiques

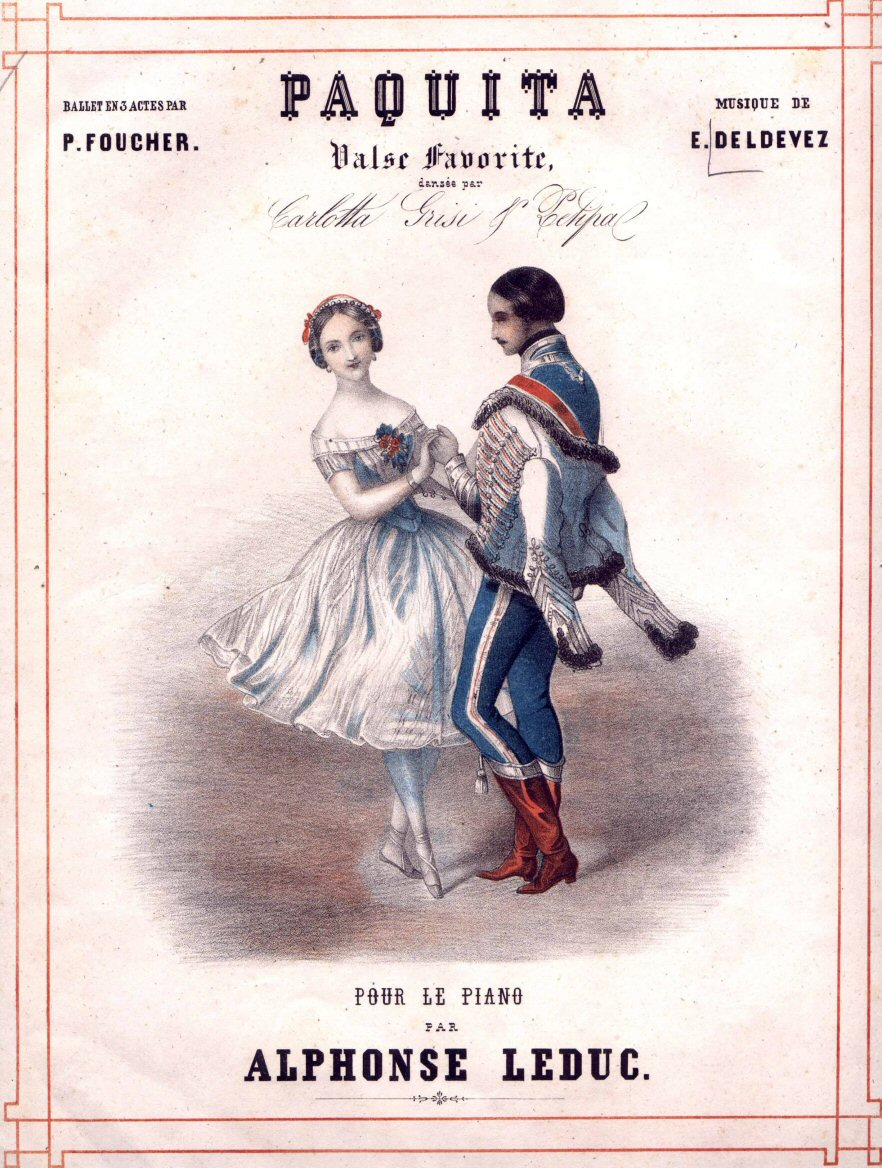
Frontispice d'une réduction pour piano de la Valse favorite issue de la version originale de Deldevez. Londres, 1847
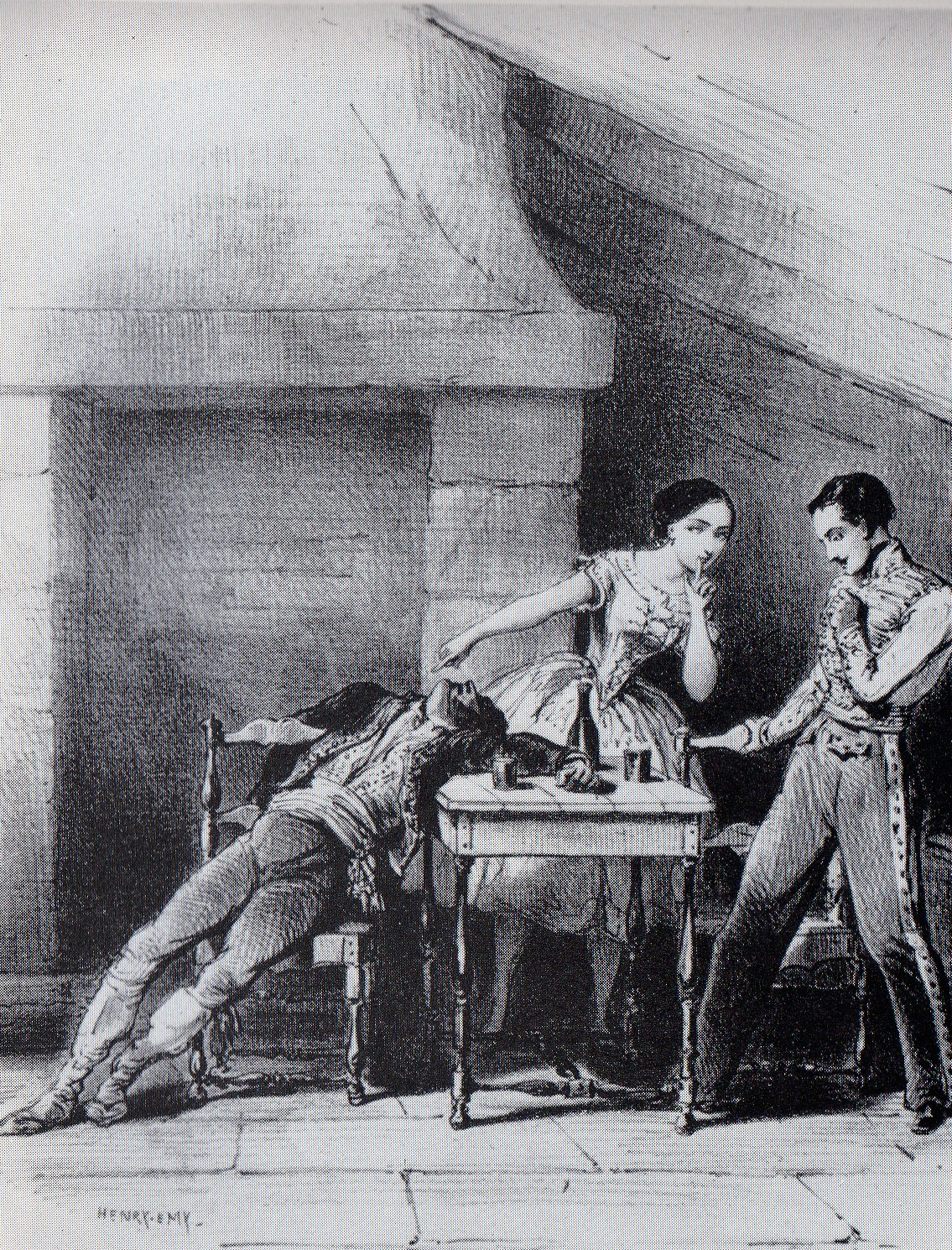
(de g. à dr.) Georges Ellie comme Iñigo, Carlotta Grisi dansant Paquita, et Lucien Petipa comme Lucien d'Hervilly dans l'acte I scène 2. Paris, 1844
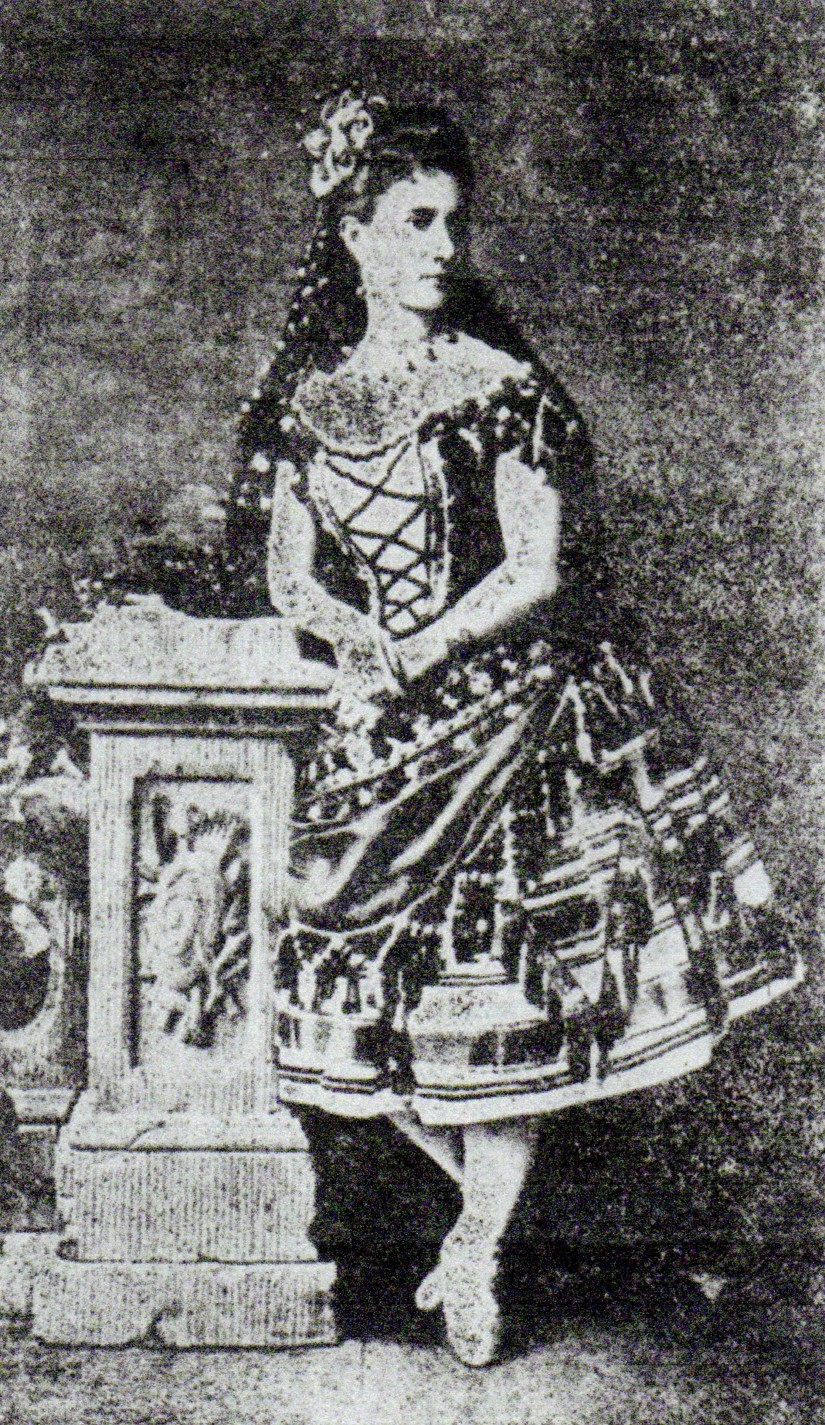
Ekaterina Vazem dans Paquita. Saint-Pétersbourg, 1881
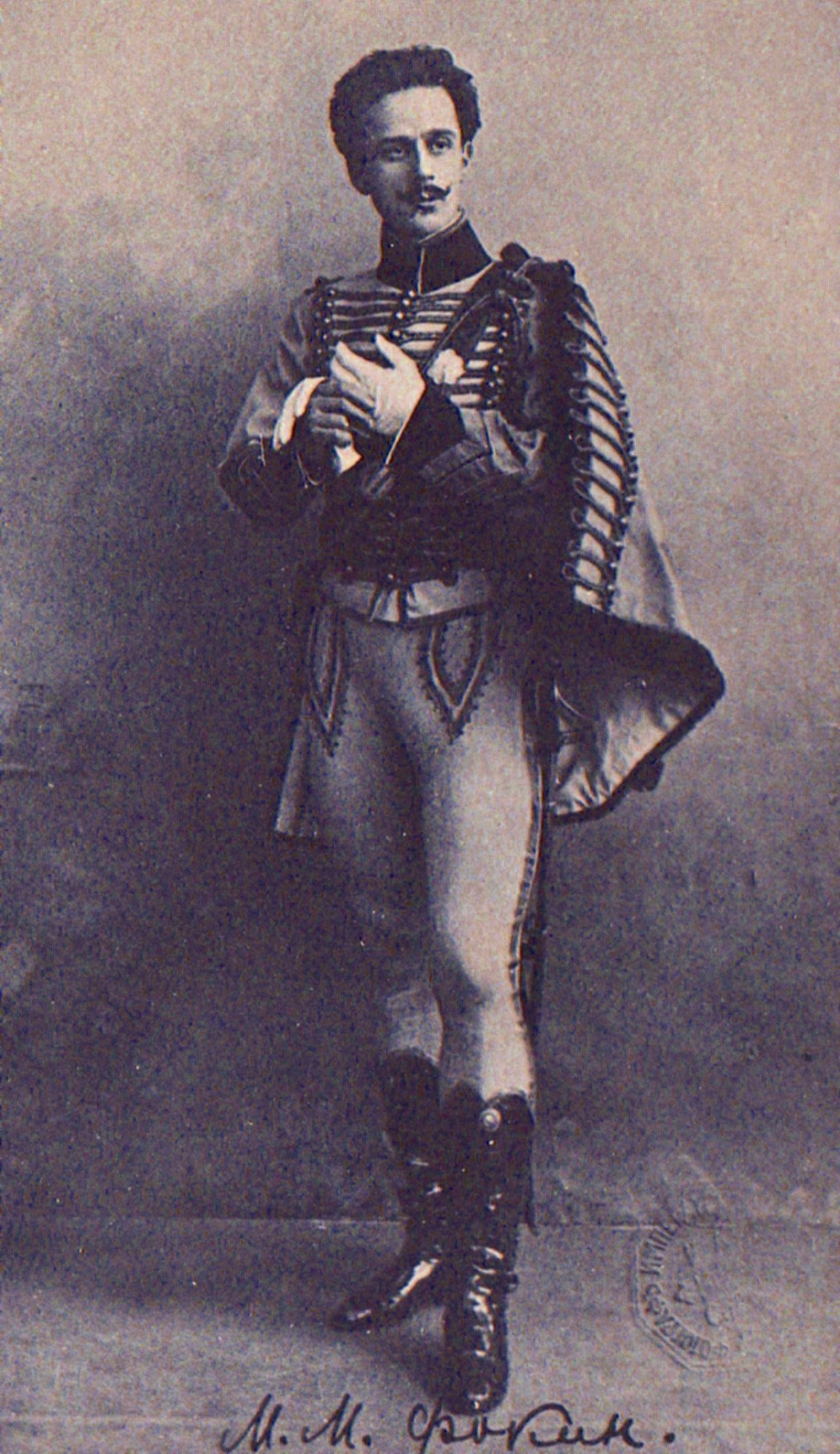
Michel Fokine en habit pour jouer le rôle de Lucien d'Hervilly dans Paquita. St. Pétersbourg, 1898